# پورنورگرافی تجاوز

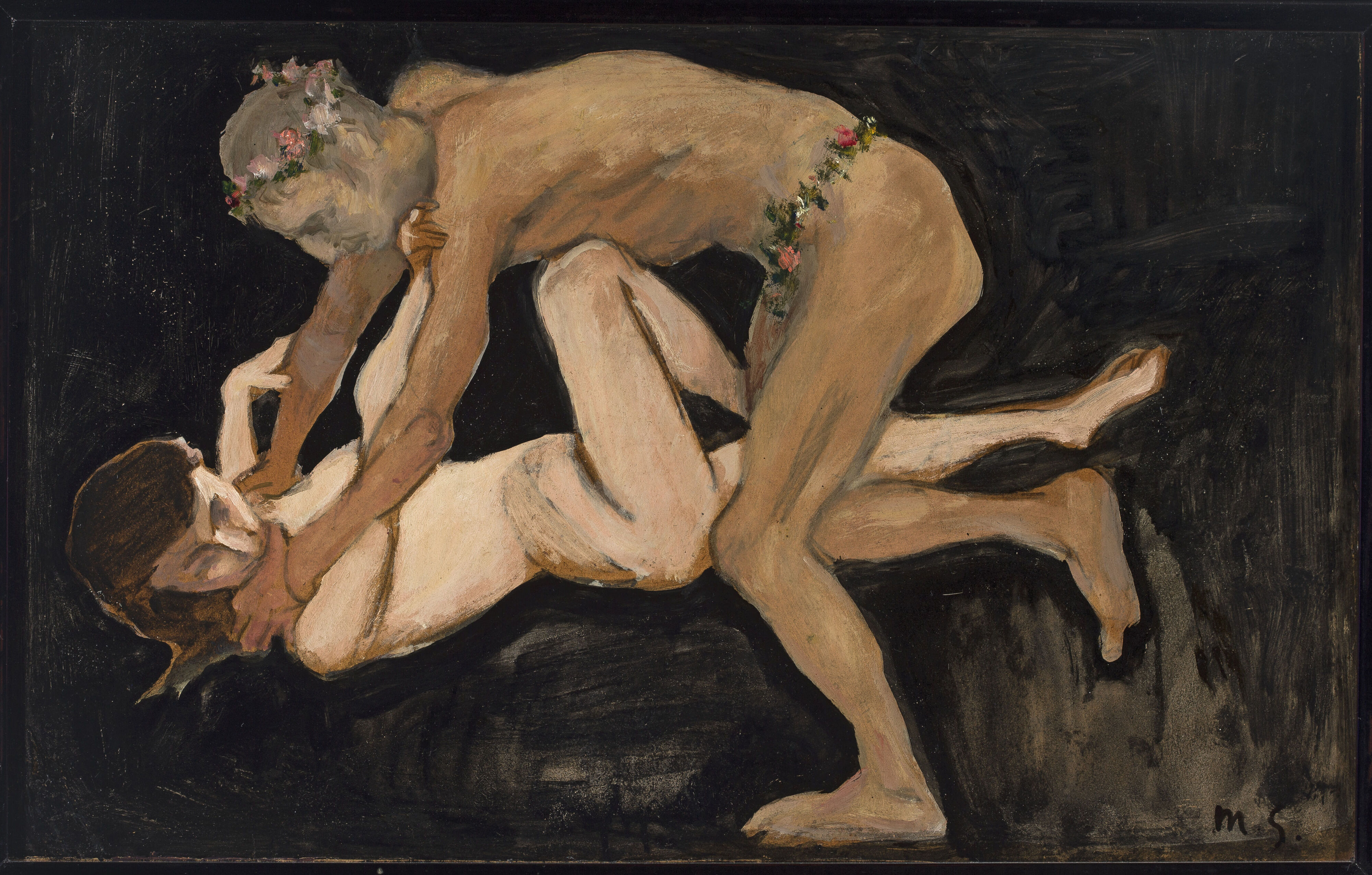
نگاره‌ای از یک تابلوی تجاوز اثر ماکس اسلیوُگت

پورنورگرافی تجاوز (انگلیسی: Rape pornography) عنوان زیرگونه‌ای از روایت شامل ارائه و توصیف و همین‌طور تصور تجاوزات جنسی است. این زیرمجموعه عطف به استدلال اینکه مردم را به ارتکاب تجاوز تشویق می‌کند بسیار بحث‌برانگیز است. با همهٔ این احوال، مطالعات و بررسی‌ها در رابطه با این موضوع نتایج متناقضی را در پی داشته‌است.